# Place de Varsovie
La place de Varsovie est une voie située dans le quartier de la Muette et le quartier de Chaillot du 16e arrondissement de Paris.

## Situation et accès
Cette place, délimitée sur l'emprise des voies qui la bordent et encastrée dans l'espace de l'avenue de New-York
La place de Varsovie est desservie par la ligne 6 à la station Trocadéro.

## Origine du nom
Elle porte le nom de la capitale de la Pologne, Varsovie, par un arrêté du 20 avril 1928.

## Historique
Un pavillon polonais à l'occasion de l'exposition universelle de 1937 a été construit sur cette place. Il se trouvait au centre même de l'exposition, à côté du pavillon allemand, et se composait d’une tour en pierre, d’un bâtiment moderne en acier et verre et d’un mât de drapeau avec le drapeau polonais.

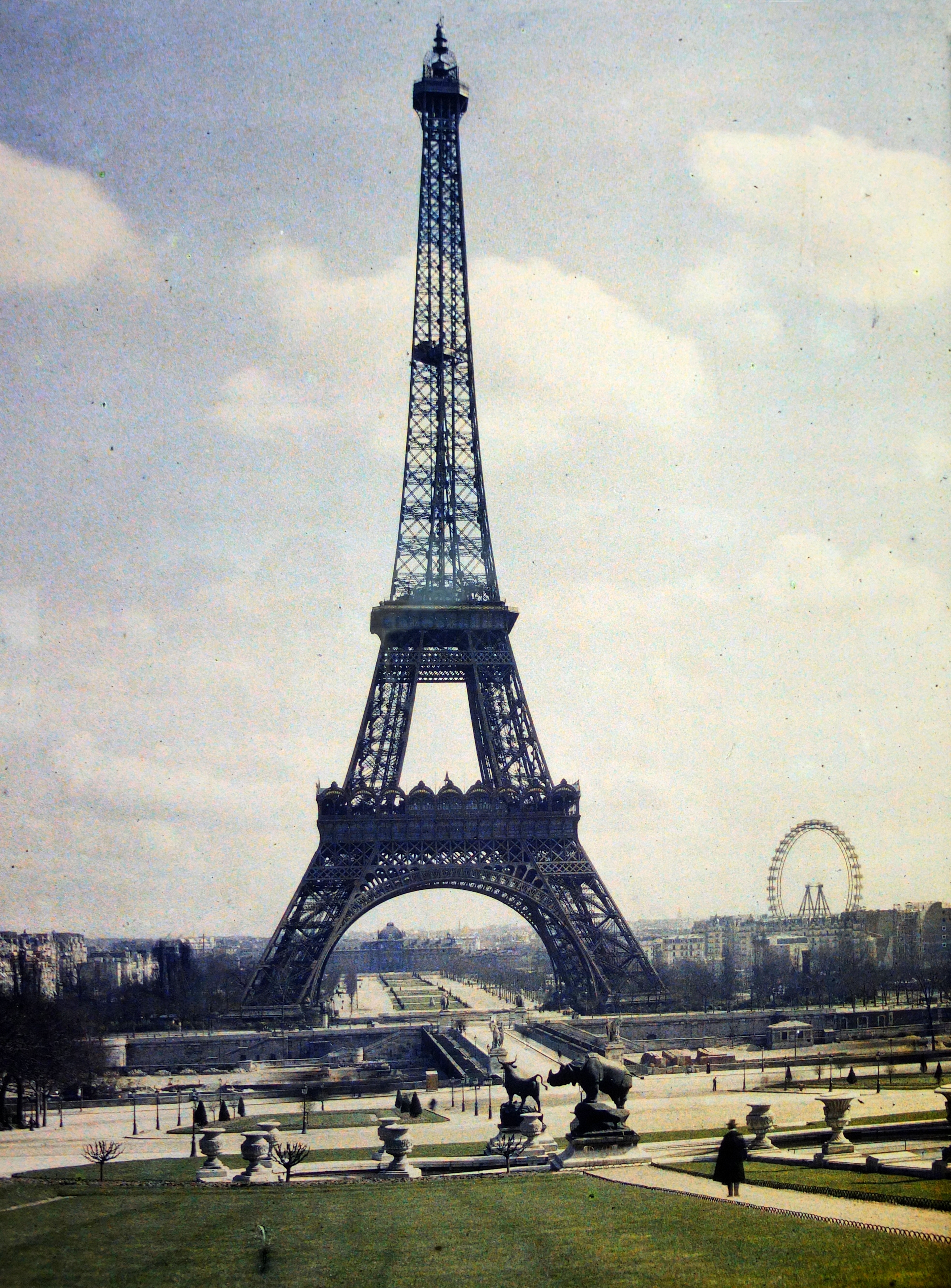
Place de Varsovie en 1914.
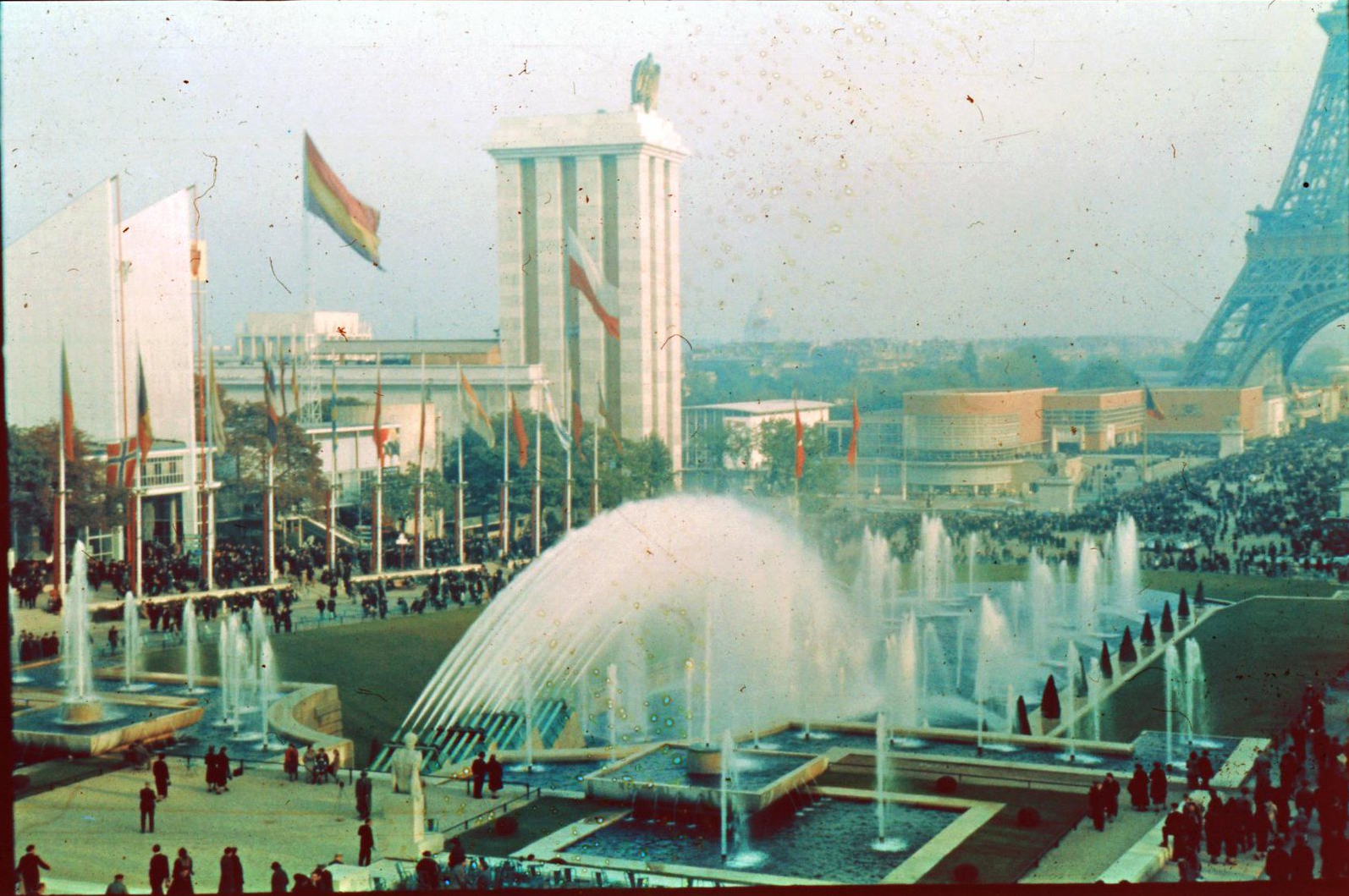
Exposition universelle de 1937.
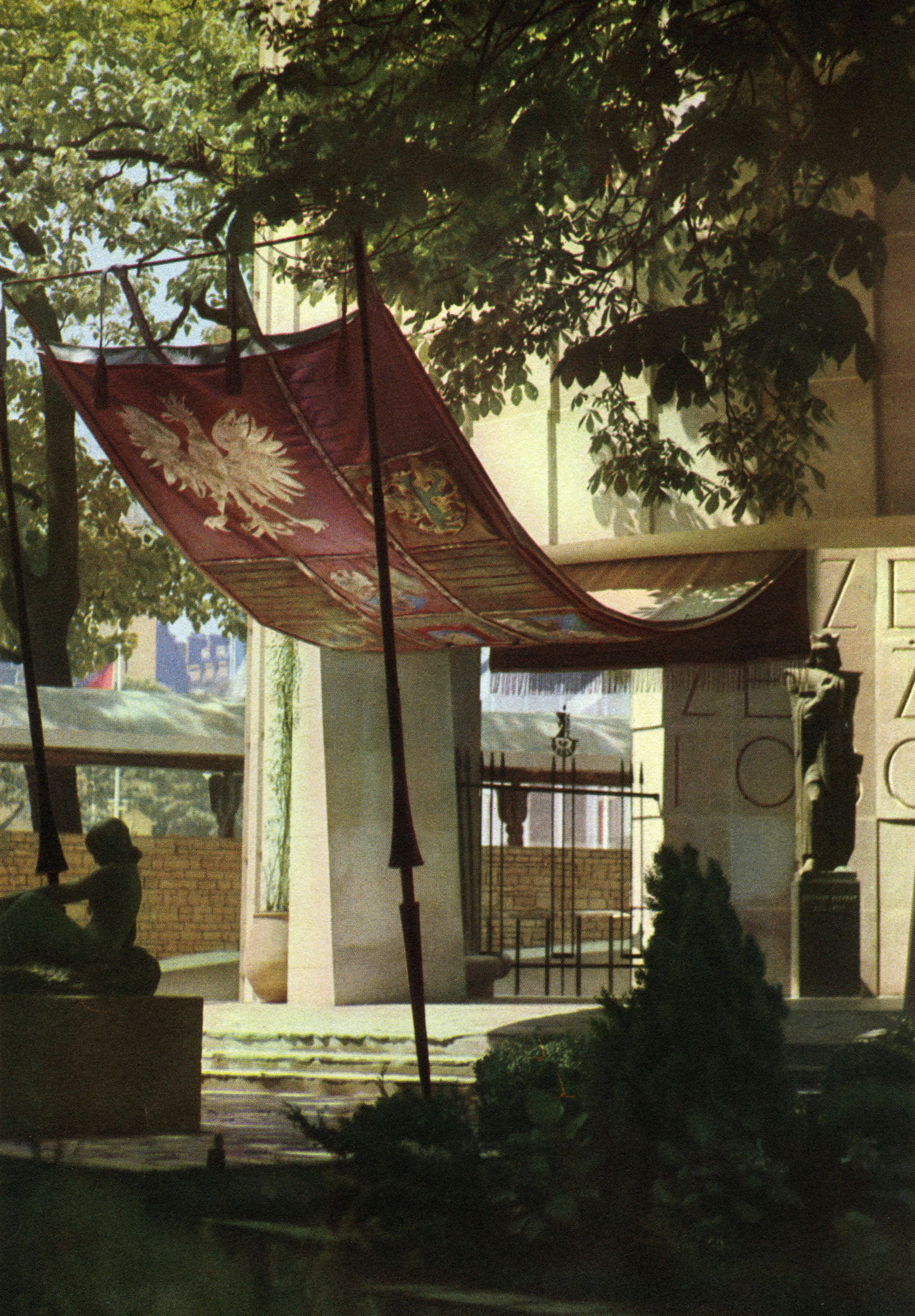
Pavillon polonais lors de l'Exposition universelle de 1937.

En 1978, un Monument aux combattants polonais morts pour la France (1939-1945) a été construit sur cette place.

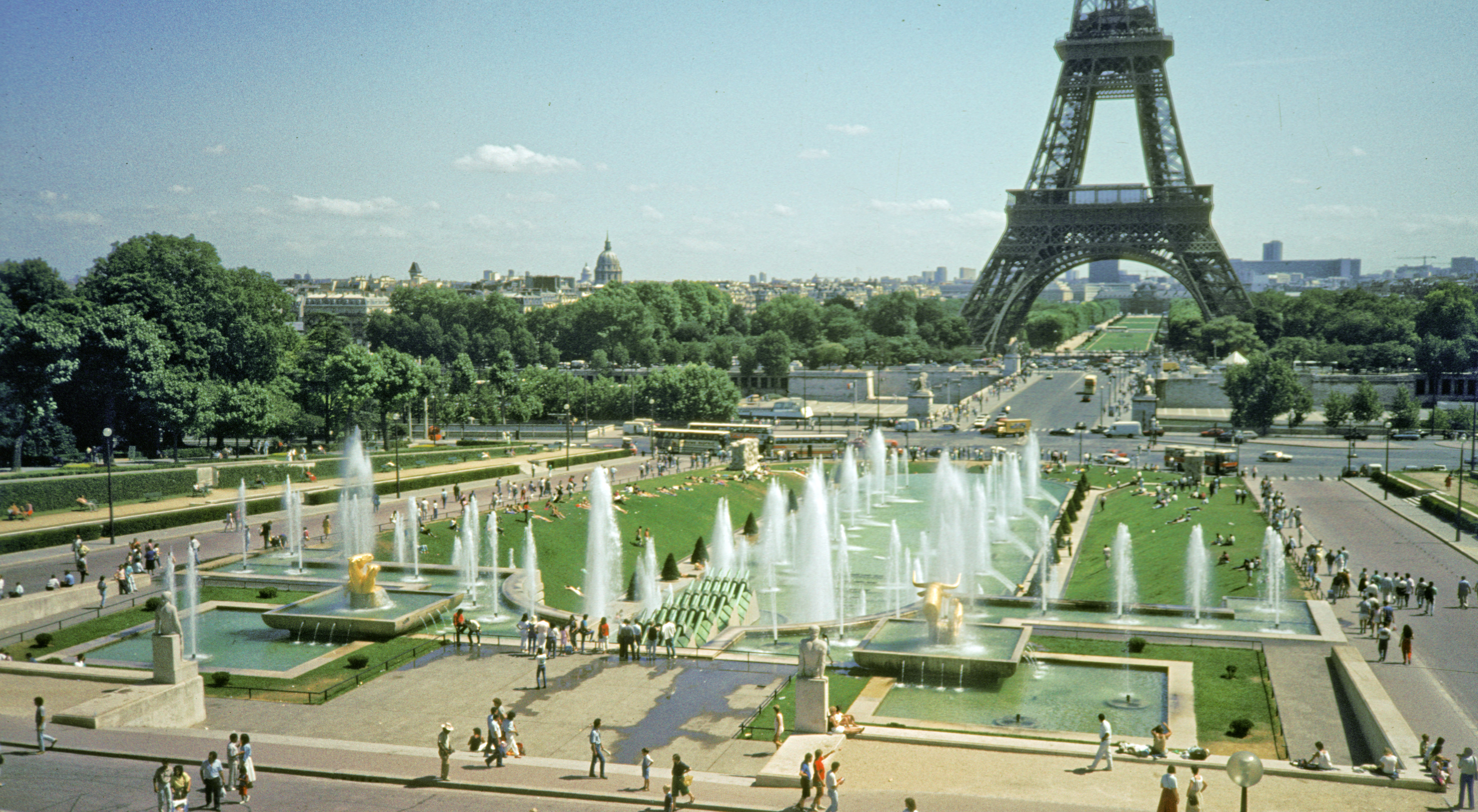
Place de Varsovie en 1986.

## Bâtiments remarquables et lieux de mémoire
- Le pont d'Iéna
- Les jardins du Trocadéro
- Accès au port Debilly